# 缅因大学

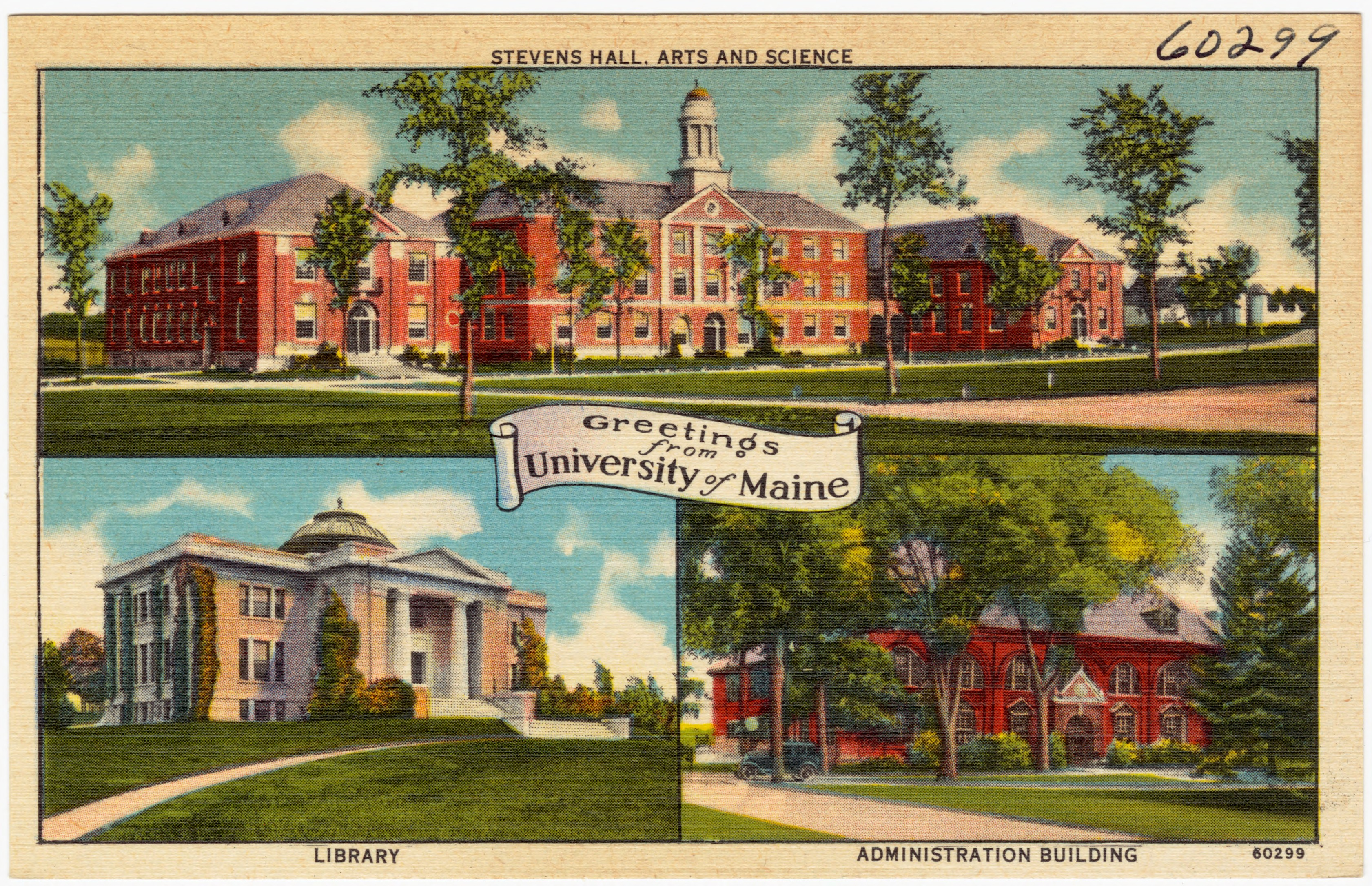
緬因大學

缅因大学（英語：University of Maine，縮寫為UMaine或UMO）是美国缅因州最大的大学，也是该州唯一一所研究型大学。

## 历史
1865年建立，现时共有约1.1万学生。位于欧洛诺市，距离班哥尔市不远。其佛格拉图书馆是缅因州最大的，藏书共有一百多万本。